# دوري السوبر الألباني 1950
دوري السوبر الألباني 1950 (بالألبانية: Kategoria e Parë 1950‏) هو الموسم 13 من دوري السوبر الألباني. أقيم خلال الفترة 26 فبراير 1950 وحتى 9 يوليو 1950، وأشرف على تنظيمه اتحاد ألبانيا لكرة القدم، وكان عدد الأندية المشاركة فيه 12، وفاز فيه دينامو تيرانا.